# Leptobotia hengyangensis
Leptobotia hengyangensis är en fiskart som beskrevs av Huang och Zhang, 1986. Leptobotia hengyangensis ingår i släktet Leptobotia och familjen nissögefiskar. Inga underarter finns listade i Catalogue of Life.